# Absolut Bella
Absolut Bella ist ein privater Hörfunksender, der zur Absolut Radio Senderfamilie der Antenne Deutschland GmbH & Co. KG gehört und deutschlandweit über DAB+ und Webstream empfangbar ist. Die Musikausrichtung zeichnet sich vornehmlich durch Schlager und Oldies aus. Er ist ein Schwestersender von Absolut relax, Absolut HOT und Absolut TOP und Absolut Oldie Classics. Im Zuge des Starts der Verbreitung via DAB+ am 5. Oktober 2020 erfolgte eine Neuausrichtung des Programmschemas. Seitdem spielt Absolut Bella zusätzlich auch noch englische Oldies, Instrumentals und internationale Schlager / Evergreens.
Seit April 2021 sendet Absolut Bella aus den neuen Studios in Garching bei München.

## Programm
Das Programm ist unter der Woche teilweise live moderiert. Die Morningshow wird Montag bis Freitag von 6 bis 10 Uhr von Julian Schöner moderiert. Jede volle Stunde laufen Nachrichten.

### Samstagsshow mit Patrick Lindner und Claudia Jung
Jeden Samstag moderiert von 15 bis 18 Uhr das Schlagerduo Patrick Lindner und Claudia Jung ihre eigene Sendung “Lindner und Jung – Die neue Samstagsshow”. Momentan pausiert diese Sendung. Ob und wann die Moderation der Sendung wieder stattfinden wird, steht nach Informationen von Absolut Bella noch nicht fest.

## Internetaktivitäten
Absolut Bella bietet auf seiner Website einen Livestream des Programms und mehrere themenbezogene Blogs an.